# Eyers Grove
Eyers Grove es un lugar designado por el censo ubicado en el condado de Columbia en el estado estadounidense de Pensilvania. En el año 2000 tenía una población de 86 habitantes y una densidad poblacional de 158 personas por km².

## Geografía
Eyers Grove se encuentra ubicado en las coordenadas 41°05′26″N 76°31′02″O / 41.09056, -76.51722.

## Demografía
Según la Oficina del Censo en 2000 los ingresos medios por hogar en la localidad eran de $38 125 y los ingresos medios por familia eran $41 875. Los hombres tenían unos ingresos medios de $29 375 frente a los $16 875 para las mujeres. La renta per cápita para la localidad era de $13 906. Alrededor del 17,3.% de la población estaba por debajo del umbral de pobreza.